# Berești
Berești – miasto w Rumunii. Według danych szacunkowych na rok 2001 liczy 3926 mieszkańców.